# Percidae
La famiglia Percidae comprende oltre 230 specie di pesci ossei d'acqua dolce appartenenti all'ordine Perciformes comunemente noti in italiano come Percidi.

## Distribuzione e habitat
Questi pesci sono diffusi nell'emisfero boreale: la maggior parte delle specie appartiene ai generi Etheostoma e Percina originari dell'America Settentrionale. In Europa orientale, soprattutto nell'area del mar Nero e del mar Caspio, sono presenti diverse specie, il loro numero decresce verso ovest. 

In Italia sono attualmente presenti 3 specie:
- Perca fluviatilis Persico reale, l'unica autoctona, nel nord Italia
- Sander lucioperca Sandra o Lucioperca
- Gymnocephalus cernuus Acerina.

Sono tipici pesci d'acqua dolce, per la maggior parte non tollerano l'acqua marina ma alcuni membri del genere Sander possono trovarsi negli estuari o nelle parti più dissalate del mar Caspio. Vivono sia nelle acque ferme di laghi e stagni che in quelle turbinose dei torrenti montani.

## Descrizione
Il comune pesce persico rappresenta bene l'aspetto dei pesci di questa famiglia. Nelle grosse specie predatrici il corpo è robusto ma slanciato con bocca grande mentre in molte piccole specie bentoniche questo può essere appiattito o sottile e la bocca piccola. Le pinne dorsali sono due, spesso vicine o addirittura unite per un piccolo tratto. La prima pinna dorsale è spinosa; la pinna anale possiede uno o due raggi spiniformi (in numero di tre o maggiore nei simili Cichlidae e Moronidae). La pinna caudale è biloba.

La lunghezza nella grande maggioranza delle specie è modesta ma nel lucioperca può superare il metro.

I colori non sono quasi mai argentei ma scuri e variegati da macchie. In certe specie americane possono essere rossi e blu, molto vivaci.

## Riproduzione

Due pescatori mostrano gli esemplari pescati di Sander vitreus sul Lago LaCroix, USA, XX secolo

In gran parte delle specie le uova vengono deposte in cordoni gelatinosi che si attaccano alla vegetazione o al fondale.

## Alimentazione
Tutti i percidi sono carnivori, possono alimentarsi di invertebrati o di pesci. Le specie realmente predatrici sono poche, appartenenti ai generi Perca e Sander.

## Pesca ed importanza commerciale
Le specie di maggiori dimensioni sono apprezzate sia dai pescatori sportivi che da quelli di mestiere. Le carni del persico e del lucioperca sono eccellenti; il primo rappresenta la specie di maggior valore per la pesca professionale d'acqua dolce in Italia. Il persico in filetti che si acquista in Italia è quasi sempre Lates niloticus, pesce africano della famiglia Latidae.

## Tassonomia
La famiglia Percidae comprende attualmente (2014) 235 specie suddivise in 3 sottofamiglie e 11 generi:
| Taxon                         | Generi                                        |
| ----------------------------- | --------------------------------------------- |
| Sottofamiglia Etheostomatinae | Ammocrypta, Etheostoma, Nothonotus, Percina   |
| Sottofamiglia Luciopercinae   | Romanichthys, Sander, Zingel                  |
| Sottofamiglia Percinae        | Crystallaria, Gymnocephalus, Perca, Percarina |